# Konelska Popivka, Jașkiv
Konelska Popivka (în ucraineană Конельська Попівка) este o comună în raionul Jașkiv, regiunea Cerkasî, Ucraina, formată numai din satul de reședință.

## Demografie
Componența lingvistică a comunei Konelska Popivka
     Ucraineană (99,07%)
     Alte limbi (0,93%)
Conform recensământului din 2001, majoritatea populației comunei Konelska Popivka era vorbitoare de ucraineană (99,07%), existând în minoritate și vorbitori de alte limbi.

## Legături externe
- pl Konelska Popówka (...) należy do Żołyńskich în Dicționarul geografic al Regatului Poloniei și al altor țări slave, volum IV (Kęs — Kutno) anul 1883